# Russell Poole
Russell Wayne Poole, né le 29 novembre 1956 à La Mirada et mort le 19 août 2015 à Los Angeles, est un détective du Los Angeles Police Department, connu pour l'enquête sur le meurtre du rappeur Notorious B.I.G.. Poole a également enquêté sur l'assassinat de l'agent du LAPD Kevin Gaines par l'agent du Frank Lyga le 18 mars 1997. Après sa retraite en 1999, il créa une agence de détectives privés.

## Début de carrière
Fils d'un shérif du comté de Los Angeles, Poole « suivit les traces de son père » et rejoint le LAPD en 1981. Il devint inspecteur, trois ans seulement après avoir été assermenté. Il agit au titre d'enquêteur principal sur au moins 135 cas d'homicide et a collaboré sur plus de 500 autres. Tout au long de sa carrière, jusqu'à son implication dans le scandale Rampart, Poole était un détective respecté et décoré.

## Enquête sur le scandale Rampart
L'enquête de Poole sur le scandale Rampart débuta moins de six mois avant le meurtre du Notorious B.I.G. et un an avant l'arrestation de Rafael Perez. Son implication débute lorsque Poole et Fred Miller, son partenaire de l'unité Homicide, sont chargés d'enquêter sur la mort par balle de l'agent du LAPD Kevin Gaines, en mars 1997, lequel travaille également pour Death Row Records. 
Plus tard, il procède à des investigations sur d'autres policiers corrompus, David Anthony Mack et Rafaël Perez, également impliqués dans le scandale Rampart. David Mack était l'auteur d'un braquage de banque, et Ray Perez avait détourné de la cocaïne des stocks de preuves de la police.

## Mort de Notorious B.I.G.
Le 9 mars 1997, à environ 0 h 30, Biggie Smalls, Sean Combs et leur entourage quittent la 11e édition du Soul Train Music Awards afin de retourner à leur hôtel. Biggie se tient aux côtés de Damion « D-Rock » Butler, de Junior Lil 'Cease et de Gregory « G-Money » Young. 
Le SUV de Biggie s'arrête à un feu rouge à 50 mètres du musée. Un Toyota Land Cruiser blanc fait demi-tour et coupe la route du SUV de Biggie par la gauche. Une Chevrolet Impala noire s'arrêta à droite du SUV. Le conducteur de l'Impala sort un pistolet 9 mm et tire donc plusieurs balles ; quatre d'entre-elles frappent le rappeur dans la poitrine. Celui-ci est transporté au Cedars-Sinai par Combs et le reste de son entourage mais l'artiste est déclaré mort à 1 h 15 du matin.
Après des mois d'enquête, Poole accuse David Anthony Mack, agent du LAPD, ainsi qu'Amir Muhammad, d'être complices du meurtre. Poole affirme qu'il détient suffisamment de preuves pour prouver que Mack a des liens avec le PDG de Death Row Records, Marion « Suge » Knight pour soupçonner Mack et peut-être d'autres officiers dans le meurtre.
La voiture utilisée était une Impala noire, la même que celle de David Mack. Ce dernier était également un membre reconnu du gang des Bloods Mob Pirus et il a grandi dans le même quartier que Suge Knight. Aucun de ses éléments ne trouble suffisamment la police pour qu'elle juge utile de l'entendre dans cette affaire. Il est arrêté en 1997 après un vol à main armée à la Bank of America et purge une peine de 14 ans de prison.
Harry Billups (dit Amir Muhammed) est le parrain des enfants de David Mack et avait des connexions reconnues avec plusieurs policiers ripoux du LAPD. Il correspondait parfaitement à la description et au croquis établi à la suite du témoignage de Lil' Cease, témoin oculaire du meurtre de Biggie. Gene Deal, garde du corps de Biggie l'a également repéré à la soirée juste avant le meurtre. 
Poole développe la conviction que les meurtres de Biggie et Tupac sont liés et que c'est Suge Knight qui les a camouflés en guerre des gangs. Il affirme que Death Row Records employait en permanence une quarantaine d'officiers de police en service et que le label se livrait à un trafic de drogue avec la bénédiction complice du procureur de district Larry Longho.
Mais quand Poole fait part de ses conclusions à sa hiérarchie, on lui ordonne de se retirer de l'affaire.

## Retraite
Pour protester contre le traitement de l'affaire par Bernard Parks et le LAPD, Poole prend sa retraite en 1999, après une longue et fructueuse carrière. Désemparé d'être forcé à la retraite anticipée et à la fin de l'enquête, Poole déclare avoir pensé à se suicider. En outre, il intente une action en justice contre le LAPD pour avoir violé ses droits dans le cadre Premier Amendement, en l'empêchant de révéler au public des informations déterminantes.
Reconverti comme détective privé, Poole continue d'enquêter de façon indépendante sur les meurtres de Biggie, de Tupac et sur l'implication de policiers corrompus.
Poole meurt d'une crise cardiaque apparente le 19 août 2015, alors qu'il discutait des affaires Tupac et Biggie au département du shérif du comté de Los Angeles.

## Filmographie
- 2018 : City of Lies de Brad Furman, rôle joué par Johnny Depp